# Sebastiania haploclada
Sebastiania haploclada là một loài thực vật có hoa trong họ Đại kích. Loài này được Briq. miêu tả khoa học đầu tiên năm 1900.